# Badminton-Europapokal 2001
Die 24. Auflage des Badminton-Europapokals fand 2001 im schwedischen Uppsala statt. Der Gastgeber erreichte auch erwartungsgemäß das Finale, unterlag aber dem dänischen Verein Hvidovre BC in einem engen Endspiel knapp mit 3:4. Für die Dänen war es der zweite Erfolg in diesem Wettbewerb. Der deutsche Vertreter BC Eintracht Südring Berlin scheiterte bereits in der Gruppenphase.

## Die Ergebnisse
| Gruppe A                    |     |                             |
| Hvidovre BC                 | 7–0 | Uniao Desportiva de Santana |
| Hvidovre BK                 | 6–1 | Racing Club de France       |
| Hvidovre BK                 | 6–1 | OTEC Prag                   |
| Hvidovre BK                 | 7–0 | ASD Badminton Acqui Termo   |
| UD de Santana               | 4–3 | OTEC Prag                   |
| UD de Santana               | 4–3 | ASD Badminton Acqui Termo   |
| UD de Santana               | 3–4 | Racing Club France          |
| OTEC Prag                   | 5–2 | Racing Club France          |
| OTEC Prag                   | 4–3 | ASD Badminton Acqui Termo   |
| Racing Club France          | 3–4 | ASD Badminton Acqui Termo   |
| Gruppe B                    |     |                             |
| SKB Litpol-Malow Suwałki    | 4–3 | BC Eintracht Südring Berlin |
| SKB Litpol-Malow Suwałki    | 5–2 | Helsinki Tapion Sulka       |
| SKB Litpol-Malow Suwałki    | 7–0 | RTU Riga                    |
| SKB Litpol-Malow Suwałki    | 7–0 | Edinburgh Nomads            |
| BC Eintracht Südring Berlin | 7–0 | Helsinki Tapion Sulka       |
| BC Eintracht Südring Berlin | 7–0 | RTU Riga                    |
| BC Eintracht Südring Berlin | 7–0 | Edinburgh Nomads            |
| Helsinki Tapion Sulka       | 7–0 | RTU Riga                    |
| Helsinki Tapion Sulka       | 7–0 | Edinburgh Nomads            |
| Edinburgh Nomads            | 6–1 | RTU Riga                    |
| Gruppe C                    |     |                             |
| BC Dudelange                | 0–7 | Sportschool van Zijderveld  |
| BC Dudelange                | 1–6 | Oslo BC                     |
| BC Dudelange                | 1–6 | KNEU Economist Kiew         |
| Sportschool van Zijderveld  | 7–0 | KNEU Economist Kiew         |
| Sportschool van Zijderveld  | 7–0 | Oslo BC                     |
| KNEU Economist Kiew         | 3–4 | Oslo BC                     |
| Gruppe D                    |     |                             |
| Lok Record Moskau           | 5–2 | TB Reykjavík                |
| Lok Record Moskau           | 7–0 | CB Alicante                 |
| Lok Record Moskau           | 7–0 | Graphity Dropshot           |
| ToB Reykjavík               | 7–0 | CB Alicante                 |
| ToB Reykjavík               | 6–1 | Graphity Dropshot           |
| Graphity Dropshot           | 5–2 | CB Alicante                 |
| Gruppe E                    |     |                             |
| Fyrisfjädern Uppsala        | 6–1 | Tartu University SC         |
| Fyrisfjädern Uppsala        | 7–0 | BC La Chaux-de-Fonds        |
| Fyrisfjädern Uppsala        | 7–0 | Tollaslabda Club Debrecen   |
| Fyrisfjädern Uppsala        | 7–0 | Parnassos BC                |
| BC La Chaux-de-Fonds        | 5–2 | Tartu University SC         |
| BC La Chaux-de-Fonds        | 6–1 | Tollaslabda Club Debrecen   |
| BC La Chaux-de-Fonds        | 6–1 | Parnassos BC                |
| Tartu University SC         | 5–2 | Tollaslabda Club Debrecen   |
| Tartu University SC         | 5–2 | Parnassos BC                |
| Tollaslabda Club Debrecen   | 6–1 | Parnassos BC                |
| Playoff                     |     |                             |
| SKB Litpol-Malow Suwałki    | 4–3 | Lok Record Moskau           |
| Halbfinale                  |     |                             |
| Hvidovre BK                 | 7–0 | SKB Litpol-Malow Suwałki    |
| Fyrisfjädern Uppsala        | 4–3 | Sportschool van Zijderveld  |
| Finale                      |     |                             |
| Hvidovre BK                 | 4–3 | Fyrisfjädern Uppsala        |